# اسلیدبرن
اسلیدبرن (به انگلیسی: Slaidburn) یک محله مدنی و روستا در بریتانیا است که در Ribble Valley واقع شده‌است. اسلیدبرن ۳۵۱ نفر جمعیت دارد.